# Vesc
Vesc est une commune française située dans le département de la Drôme, en région Auvergne-Rhône-Alpes.

## Géographie

### Localisation
D'aspect essentiellement rural et rattachée à la communauté de communes Dieulefit-Bourdeaux, la commune de Vesc est située dans la Drôme provençale, à 11 km à l'est de Dieulefit.

### Relief et géologie
Environnement montagneux.
Sites particuliers :
- Bec de Jus (1 175 m)
- Col de Blanc
- Col de l'Homme
- Col de Mazelle (875 m)
- Col d'Espréaux
- Col de Vesc
- Col du Blaye
- Col de Portalier
- Col Gauthier
- Col Plat
- Combe de Garaud
- Combe Granier
- Combe Maret
- Doublèze (1 020 m)
- le Roc (1 106 m)
- Montagne de Col Plat
- Montagne de Miélandre
- Montagne de Ruy
- Montagne de Vesc
- Montmirail (891 m)
- Serre de la Gardette
- Serre de Pierre
- Serre du Sec

### Hydrographie
La commune est arrosée par les cours d'eau suivants :
- la Veyssanne
- le Fau
- Ravin Bouchet
- Ravin de Combe Chave
- Ravin de la Répara
- Ravin des Grandes Eaux
- Ravin des Ubacs
- Ravin du Vabre
- Ruisseau de Berge
- (ruisseau de) Combe Couvier
- Ruisseau de Combe Maret
- Ruisseau de Combe Piourre
- Ruisseau de Combe Obscur
- (ruisseau de) Combe Sombre
- (ruisseau de la) Combe de la Gironnas
- (ruisseau de la) Combe de Verre
- (ruisseau de la) Combe Richard
- Ruisseau de la Rabassière
- Ruisseau de l'Échareveille
- Ruisseau de Merdari

### Climat
Pour des articles plus généraux, voir Climat d'Auvergne-Rhône-Alpes et Climat de la Drôme.
En 2010, le climat de la commune est de type climat méditerranéen altéré, selon une étude du Centre national de la recherche scientifique s'appuyant sur une série de données couvrant la période 1971-2000. En 2020, Météo-France publie une typologie des climats de la France métropolitaine dans laquelle la commune est exposée à un climat de montagne ou de marges de montagne et est dans la région climatique  Alpes du sud, caractérisée par une pluviométrie annuelle de 850 à 1 000 mm, minimale en été. 
Pour la période 1971-2000, la température annuelle moyenne est de 11,9 °C, avec une amplitude thermique annuelle de 16,5 °C. Le cumul annuel moyen de précipitations est de 947 mm, avec 7,9 jours de précipitations en janvier et 4,5 jours en juillet. Pour la période 1991-2020, la température moyenne annuelle observée sur la station météorologique de Météo-France la plus proche, « Bourdeaux », sur la commune de Bourdeaux à 7 km à vol d'oiseau, est de 11,9 °C et le cumul annuel moyen de précipitations est de 953,4 mm,. Pour l'avenir, les paramètres climatiques de la commune estimés pour 2050 selon différents scénarios d'émission de gaz à effet de serre sont consultables sur un site dédié publié par Météo-France en novembre 2022.

### Voies de communication et transports
Le territoire de la commune est traversé par les routes départementales 223 (RD223) et 330 (RD330).

## Urbanisme

### Typologie
Au 1er janvier 2024, Vesc est catégorisée commune rurale à habitat très dispersé, selon la nouvelle grille communale de densité à 7 niveaux définie par l'Insee en 2022.
Elle est située hors unité urbaine et hors attraction des villes,.

### Occupation des sols
L'occupation des sols de la commune, telle qu'elle ressort de la base de données européenne d’occupation biophysique des sols Corine Land Cover (CLC), est marquée par l'importance des forêts et milieux semi-naturels (73,2 % en 2018), une proportion sensiblement équivalente à celle de 1990 (73,6 %). La répartition détaillée en 2018 est la suivante : forêts (63,9 %), zones agricoles hétérogènes (17,4 %), milieux à végétation arbustive et/ou herbacée (9,3 %), prairies (8,7 %), terres arables (0,8 %). L'évolution de l’occupation des sols de la commune et de ses infrastructures peut être observée sur les différentes représentations cartographiques du territoire : la carte de Cassini (XVIIIe siècle), la carte d'état-major (1820-1866) et les cartes ou photos aériennes de l'IGN pour la période actuelle (1950 à aujourd'hui).

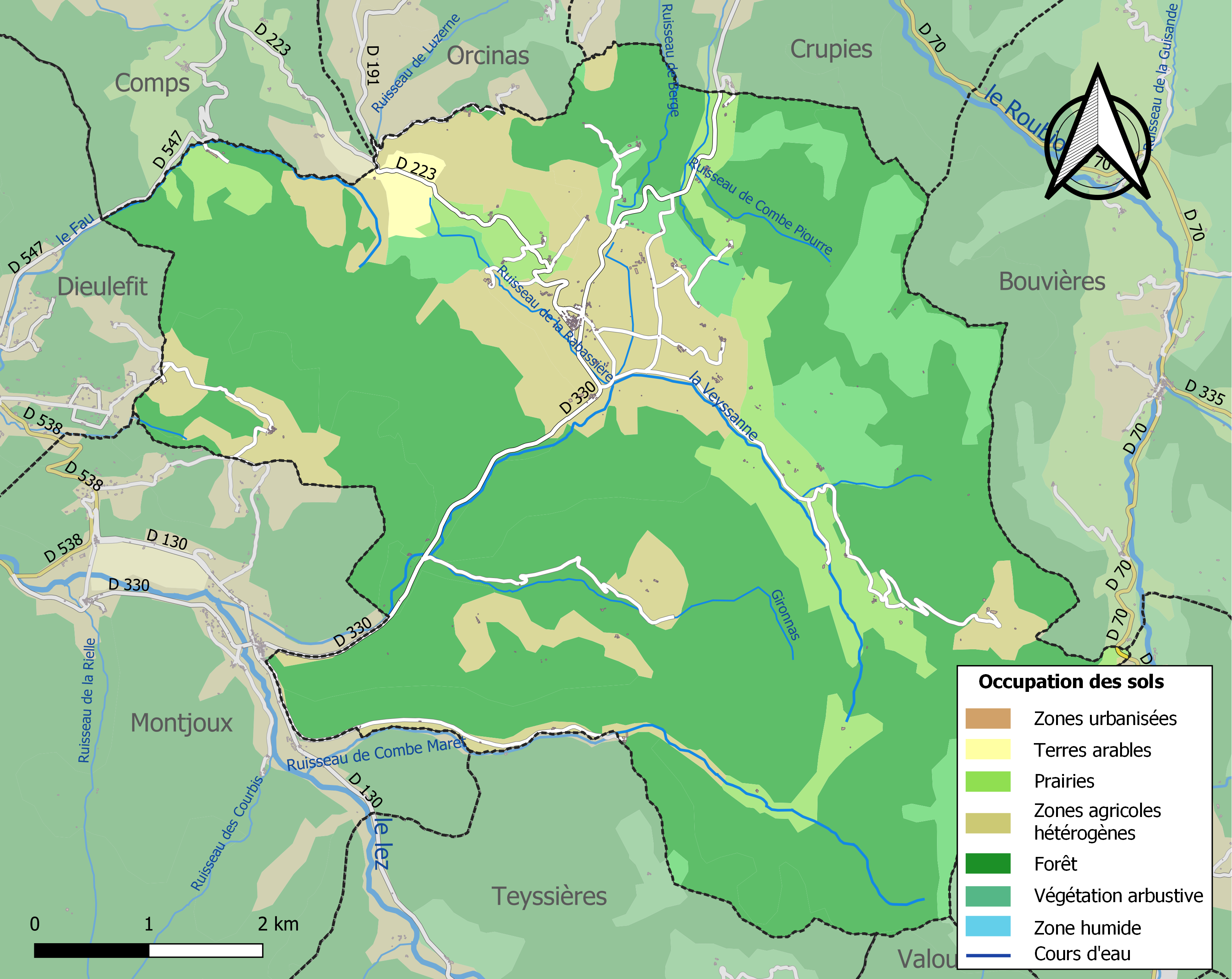
Carte des infrastructures et de l'occupation des sols de la commune en 2018 (CLC).

### Morphologie urbaine

#### Quartiers, hameaux et lieux-dits
Site Géoportail (carte IGN) :
- Adret du Ruy
- Aire Basse
- Auvergne
- Barral
- Bas Château
- Bernard
- Bruner
- Burlon
- Candy
- Champbonnet
- Charron
- Chauvasson
- Chauvac
- Choussonnier
- Clos d'Ayar
- Clos Chiret
- Clos Lacour
- Côte de Suzier
- Coutelier
- Damian
- Eyraud
- Ferme du Clos de l'Orme
- Ferme du Col
- Ferme du Col d'Espréaux
- Ferme du Col de Vesc
- Feyssole
- Frigière
- Garaud
- Gensel
- Gourut
- Grange Vieille
- Guinard
- Haut Château
- Juillet
- Juillet
- la Brude
- la Clémence
- la Fournache
- la Gatière
- la Lèche
- la Marzelière
- l'Ange
- la Pascale
- la Plaine
- la Viguière
- le Brujas
- le Châtelas
- le Clos d'Arphons
- le Grand Rocher
- le Grand Ruy
- le Lauzas
- le Marais
- l'Empereur
- le Pan
- le Petit Ruy
- les Arphons
- les Audrans
- les Augiers
- les Blanchets
- les Brocs
- les Brunets
- les Chastans
- les Chauvins
- les Combes
- les Coufières
- le Serre
- les Lombards
- les Moulins
- les Ubacs
- le Viéras
- Liorat
- Luc
- Lunière
- Maleron
- Maret
- Marre
- Merlet
- Mielle
- Morel
- Mourefrey
- Paulhiet
- Ponçon
- Poujoulas
- Pracoutel
- Prés Neufs
- Quartier de la Peine
- Rambert
- Reynier
- Roche Save
- Roussin
- Sainte-Guitte
- Saint-Rosier
- Serre Yénard
- Suzier
- Taboury
- Thesemy
- Tire-Cul
- Tourondet
- Ubacs de Ruy
- Valayer

Anciens quartiers, hameaux et lieux-dits :
- Airebasse est un quartier attesté en 1891[14].

## Toponymie

### Attestations
Dictionnaire topographique du département de la Drôme :
- 1113 : Vaiesch (cartulaire de Saint-André-le-Bas, 281) ;
- 1183 : Vaesc (cartulaire des Templiers, 134) ;
- XIVe siècle : mention du prieuré : prioratus de Vaesco (pouillé de Die) ;
- 1409 : Vaiesco (Gall. christ., I, 123) ;
- 1413 : bastida de Vaesco (terrier de Bourdeaux) ;
- 1442 : Vayesco (archives de la Drôme, E 6071) ;
- 1449 : mention du prieuré : prioratus de Vesco (pouillé hist.) ;
- 1509 : mention de l'église paroissiale Saint-Pierre : ecclesia parrochialis Beati Petri de Vesco (visites épiscopales) ;
- 1516 : mention du prieuré Saint-Pierre : prioratus Sancti Petri de Vesco (rôle de décimes) ;
- 1781 : Vesq (aff. du Dauphiné) ;
- 1891 : Vesc, commune du canton de Dieulefit.

### Étymologie
Le toponyme dériverait de vesque signifiant « évêque » en langue romane.

## Histoire

### Du Moyen Âge à la Révolution
La seigneurie :
- Au point de vue féodal, la communauté formait deux terres (ou seigneuries) : Vesc et Pennes.
- La terre de Vesc, en particulier, était du fief des comtes de Valentinois et du domaine des évêques de Die.
- 1609 : les évêques de Die vendent la terre aux Vesc, déjà seigneurs de Pennes.
- XVIIIe siècle : elle passe (par héritage) aux Moreton de Chabrillan, derniers seigneurs de Vesc.

Moyen Âge : Vesc est un village important. Il possède un apothicaire.
Avant 1790, Vesc était une communauté de l'élection, subdélégation et sénéchaussée de Montélimar.

Elle formait une paroisse du diocèse de Die dont l'église, dédiée à saint Pierre, était celle d'un prieuré de l'ordre de Saint-Benoît (filiation de Cruas) et dont les dîmes appartenaient au prieur qui présentait à la cure.

#### La Peine
- 1515 : Pena (archives de la Drôme, E 3339)[16].
- 1540 : La Penne au diocèse de Die (archives de la Drôme, E 2577)[16].
- 1772 : La Penne sur Vesc (archives de la Drôme, E 559)[16].
- 1789 : Penne sur Vesc (alman. du Dauphiné)[16].
- (non daté) : Peine (plan cadastral)[16].
- 1891 : Pennes, hameau de la commune de Vesc[16].
- Avant 2020 : quartier de la Peine[2].

La seigneurie :
- Au point de vue féodal, Pennes était une terre du fief des évêques de Die, anciennement possédée par les Vesc[16].
- Vers 1540 : acquise par les Alrics[16].
- Avant 1609 : elle passe aux Vesc[15].
- Début XVIIe siècle : elle passe aux Rigot de Montjoux, derniers seigneurs[16].

1742 (démographie) : onze familles.
Avant 1790, Pennes était une communauté de l'élection, subdélégation et sénéchaussée de Montélimar.

Elle formait une paroisse du diocèse de Die qui fut unie à celle de Vesc dans le cours du XVIe siècle.

### De la Révolution à nos jours
En 1790, la commune fait partie du canton de Dieulefit. La terre de Pennes est comprise dans la commune de Vesc.

## Politique et administration

### Liste des maires
| Période                                                                      | Période                  | Identité                          | Étiquette | Qualité       |
| ---------------------------------------------------------------------------- | ------------------------ | --------------------------------- | --------- | ------------- |
| Les données manquantes sont à compléter. : de la Révolution au Second Empire |                          |                                   |           |               |
| 1790                                                                         | 1871                     | ?                                 |           |               |
| Les données manquantes sont à compléter. : depuis la fin du Second Empire    |                          |                                   |           |               |
| 1871                                                                         | 1874                     | ?                                 |           |               |
| 1874                                                                         | 1878                     | ?                                 |           |               |
| 1878                                                                         | 1884                     | ?                                 |           |               |
| 1884                                                                         | 1888                     | ?                                 |           |               |
| 1888                                                                         | 1892                     | ?                                 |           |               |
| 1892                                                                         | 1896                     | ?                                 |           |               |
| 1896                                                                         | 1900                     | ?                                 |           |               |
| 1900                                                                         | 1904                     | ?                                 |           |               |
| 1904                                                                         | 1908                     | ?                                 |           |               |
| 1908                                                                         | 1912                     | ?                                 |           |               |
| 1912                                                                         | 1919                     | ?                                 |           |               |
| 1919                                                                         | 1925                     | ?                                 |           |               |
| 1925                                                                         | 1929                     | ?                                 |           |               |
| 1929                                                                         | 1935                     | ?                                 |           |               |
| 1935                                                                         | 1945                     | ?                                 |           |               |
| 1945                                                                         | 1947                     | ?                                 |           |               |
| 1947                                                                         | 1953                     | ?                                 |           |               |
| 1953                                                                         | 1959                     | ?                                 |           |               |
| 1959                                                                         | 1965                     | ?                                 |           |               |
| 1965                                                                         | 1971                     | ?                                 |           |               |
| 1971                                                                         | 1977                     | ?                                 |           |               |
| 1977                                                                         | 1983                     | ?                                 |           |               |
| 1983                                                                         | 1989                     | ?                                 |           |               |
| 1989                                                                         | 1995                     | ?                                 |           |               |
| 1995                                                                         | 2001                     | ?                                 |           |               |
| 2001                                                                         | 2008                     | Alain Faure                       |           |               |
| 2008                                                                         | 2014                     | Alain Faure                       |           | maire sortant |
| 2014                                                                         | 2020                     | André Tixier                      | DVG       | employé       |
| 2020                                                                         | En cours (au 9 mai 2021) | Alain Jeune,[source insuffisante] |           |               |

### Finances locales
Cette section est consacrée aux finances locales de Vesc de 2000 à 2018.
Les comparaisons des ratios par habitant sont effectuées avec ceux des communes de 250  à   500 habitants appartenant à un groupement fiscalisé, c'est-à-dire à la même strate fiscale.

#### Budget général
Pour l'exercice 2018, le compte administratif du budget municipal de Vesc s'établit à  302 330 € en dépenses et 309 800 € en recettes :
- les dépenses se répartissent en 256 260 € de charges de fonctionnement et 46 070 € d'emplois d'investissement ;
- les recettes proviennent des 270 450 € de produits de fonctionnement et de 39 350 € de ressources d'investissement.

#### Fonctionnement
|                                                                                               | Vesc (€/hab.) | Strate (€/hab.) |                                 |
| --------------------------------------------------------------------------------------------- | ------------- | --------------- | ------------------------------- |
| Résultat comptable                                                                            | 49 €          | 147 €           | Picto disque bleu : écart fort  |
| Achats et charges ext.                                                                        | 405 €         | 194 €           | Picto disque bleu : écart fort  |
| Charges de personnels                                                                         | 367 €         | 211 €           | Picto disque bleu : écart fort  |
| contingents                                                                                   | 26 €          | 74 €            | Picto disque bleu : écart fort  |
| subventions versées                                                                           | 13 €          | 23 €            | Picto disque bleu : écart fort  |
| charges financières                                                                           | 12 €          | 15 €            | Picto cercle bleu : écart moyen |
| dotation globale de fonctionnement                                                            | 269 €         | 155 €           | Picto disque bleu : écart fort  |
| Impôts locaux                                                                                 | 237 €         | 253 €           | Picto disque blanc : écart nul  |
| Autres impôts                                                                                 | −6 €          | 65 €            | Picto disque bleu : écart fort  |
| Écart par rapport à la moyenne de la strate : · de 0 à 10 % ; de 10 à 30 % ; supérieur à 30 % |               |                 |                                 |

Pour Vesc en 2018, la section de fonctionnement se répartit en 256 260 €  de charges (887 € par habitant) pour 270 450 € de produits (936 € par habitant), soit un solde de la section de fonctionnement de 14 190 € (49 € par habitant) :
- le principal pôle de dépenses de fonctionnement est celui des achats et charges externes[Note 3] pour  117 000 € (46 %), soit 405 € par habitant, ratio supérieur de 109 % à la valeur moyenne pour les communes de la même strate (194 € par habitant). Sur la période 2014 - 2018, ce ratio fluctue et présente un minimum de 148 € par habitant en 2016 et un maximum de 404 € par habitant en 2018. Viennent ensuite les groupes des charges de personnels[Note 4] pour 41 %, des contingents[Note 5] pour 3 %, des subventions versées[Note 6] pour 2 % et finalement celui des charges financières[Note 7] pour 1 % ;
- la plus grande part des recettes est constituée de la dotation globale de fonctionnement (DGF)[Note 8] pour une valeur totale de 78 000 € (29 %), soit 269 € par habitant, ratio supérieur de 74 % à la valeur moyenne pour les communes de la même strate (155 € par habitant). En partant de 2014 et jusqu'à 2018, ce ratio fluctue et présente un minimum de 212 € par habitant en 2017 et un maximum de 268 € par habitant en 2018. Viennent ensuite des impôts locaux[Note 9] pour 25 % et des autres impôts[Note 10] pour 3 %.

La dotation globale de fonctionnement est supérieure (25 %) à celle versée en 2017.

##### Évolution des produits et charges de fonctionnement de 2000 à 2018
| |
| Valeurs en millier d'euros (k€) · Vesc, Valeur totale : Impôts Locaux autres impôts et taxes dotation globale de fonctionnement |

| |
| Valeurs en millier d'euros (k€) · Vesc, Valeur totale : Charges de personnel achats et charges externes |

|                                                                                                 |
| Valeurs en millier d'euros (k€) · Vesc, Valeur totale : charges financières subventions versées |

#### Fiscalité communale
Les taux des taxes ci-dessous sont votés par la municipalité de Vesc. Ils n'ont pas varié par rapport à 2017 :
- la taxe d'habitation égale 9,80 % ;
- la taxe foncière sur le bâti égale 12,80 % ;
- celle sur le non bâti égale 62,00 %.

#### Investissement
|                                                                                               | Vesc (€/hab.) | Strate (€/hab.) |                                 |
| --------------------------------------------------------------------------------------------- | ------------- | --------------- | ------------------------------- |
| Remboursements d'emprunts                                                                     | 85 €          | 69 €            | Picto cercle bleu : écart moyen |
| Dépenses d'équipement                                                                         | 31 €          | 306 €           | Picto disque bleu : écart fort  |
| fctva                                                                                         | 65 €          | 39 €            | Picto disque bleu : écart fort  |
| subventions reçues                                                                            | 31 €          | 93 €            | Picto disque bleu : écart fort  |
| Nouvelles dettes                                                                              | 0 €           | 74 €            | Picto disque bleu : écart fort  |
| Écart par rapport à la moyenne de la strate : · de 0 à 10 % ; de 10 à 30 % ; supérieur à 30 % |               |                 |                                 |

Cette section détaille les investissements réalisés par la commune de Vesc.
Les emplois d'investissement en 2018 comprenaient par ordre d'importance :
- des remboursements d'emprunts[Note 12] pour une somme de 24 000 € (52 %), soit 85 € par habitant, ratio supérieur de 23 % à la valeur moyenne pour les communes de la même strate (69 € par habitant). Depuis 5 ans, ce ratio fluctue et présente un minimum de 81 € par habitant en 2015 et un maximum de 90 € par habitant en 2017 ;
- des dépenses d'équipement[Note 13] pour  9 000 € (20 %), soit 31 € par habitant, ratio inférieur de 90 % à la valeur moyenne pour les communes de la même strate (306 € par habitant).

Les ressources en investissement de Vesc se répartissent principalement en :
- fonds de Compensation pour la TVA pour une valeur de 19 000 € (48 %), soit 65 € par habitant, ratio supérieur de 67 % à la valeur moyenne pour les communes de la même strate (39 € par habitant). En partant de 2014 et jusqu'à 2018, ce ratio fluctue et présente un minimum de 0 € par habitant en 2016 et un maximum de 172 € par habitant en 2017 ;
- subventions reçues pour une valeur de 9 000 € (23 %), soit 31 € par habitant, ratio inférieur de 67 % à la valeur moyenne pour les communes de la même strate (93 € par habitant).

##### Évolution de l'investissement de 2000 à 2018
| |
| Valeurs en millier d'euros (k€) · Vesc, Valeur totale : Dépenses d'équipement Remboursements d'emprunts |

| |
| Valeurs en millier d'euros (k€) · Vesc, Valeur totale : Nouvelles dettes subventions reçues Fonds de compensation pour la TVA |

#### Endettement
|                                                                                               | Vesc (€/hab.) | Strate (€/hab.) |                                 |
| --------------------------------------------------------------------------------------------- | ------------- | --------------- | ------------------------------- |
| Encours de la dette                                                                           | 162 €         | 536 €           | Picto disque bleu : écart fort  |
| annuité de la dette                                                                           | 96 €          | 83 €            | Picto cercle bleu : écart moyen |
| Capacité d'autofinancement                                                                    | 49 €          | 158 €           | Picto disque bleu : écart fort  |
| Écart par rapport à la moyenne de la strate : · de 0 à 10 % ; de 10 à 30 % ; supérieur à 30 % |               |                 |                                 |

L'endettement de Vesc au 31 décembre 2018 peut s'évaluer à partir de trois critères : l'encours de la dette, l'annuité de la dette et sa capacité de désendettement :
- l'encours de la dette pour une somme de 47 000 €, soit 162 € par habitant, ratio inférieur de 70 % à la valeur moyenne pour les communes de la même strate (536 € par habitant). Pour la période allant de 2014 à 2018, ce ratio diminue de façon continue de 497 € à 161 € par habitant ;
- l'annuité de la dette pour une valeur de 28 000 €, soit 96 € par habitant, ratio supérieur de 16 % à la valeur moyenne pour les communes de la même strate (83 € par habitant). Pour la période allant de 2014 à 2018, ce ratio fluctue et présente un minimum de 96 € par habitant en 2018 et un maximum de 117 € par habitant en 2014 ;
- la capacité d'autofinancement (CAF) pour une valeur totale de 14 000 €, soit 49 € par habitant, ratio inférieur de 69 % à la valeur moyenne pour les communes de la même strate (158 € par habitant). Depuis 5 ans, ce ratio fluctue et présente un minimum de 49 € par habitant en 2018 et un maximum de 250 € par habitant en 2015. La capacité de désendettement est d'environ 3 années en 2018. Sur une période de 19 années, ce ratio présente un minimum d'environ un an en 2015 et un maximum élevé d'un montant de 31 années en 2006.

##### Évolution de la capacité d'autofinancement (CAF) et de l'encours de la dette de 2000 à 2018
Les courbes G4a et G4b présentent l'historique des dettes de Vesc.
|                                                                       |
| Valeurs en euros · Vesc, Par habitant : CAF Encours total de la dette |

|                                                               |
| Valeurs en années · Vesc, : Ratio = Encours de la dette / CAF |

## Population et société

### Démographie
L'évolution du nombre d'habitants est connue à travers les recensements de la population effectués dans la commune depuis 1793. Pour les communes de moins de 10 000 habitants, une enquête de recensement portant sur toute la population est réalisée tous les cinq ans, les populations de référence des années intermédiaires étant quant à elles estimées par interpolation ou extrapolation. Pour la commune, le premier recensement exhaustif entrant dans le cadre du nouveau dispositif a été réalisé en 2008.

En 2022, la commune comptait 251 habitants, en évolution de −7,72 % par rapport à 2016 (Drôme : +2,64 %, France hors Mayotte : +2,11 %).
| 1793  | 1800  | 1806  | 1821  | 1831  | 1836  | 1841  | 1846  | 1851 |
| ----- | ----- | ----- | ----- | ----- | ----- | ----- | ----- | ---- |
| 1 006 | 1 097 | 1 153 | 1 042 | 1 097 | 1 101 | 1 050 | 1 017 | 969  |

| 1856 | 1861 | 1866 | 1872 | 1876 | 1881 | 1886 | 1891 | 1896 |
| ---- | ---- | ---- | ---- | ---- | ---- | ---- | ---- | ---- |
| 992  | 961  | 933  | 872  | 833  | 752  | 714  | 639  | 612  |

| 1901 | 1906 | 1911 | 1921 | 1926 | 1931 | 1936 | 1946 | 1954 |
| ---- | ---- | ---- | ---- | ---- | ---- | ---- | ---- | ---- |
| 540  | 544  | 507  | 410  | 354  | 346  | 327  | 278  | 276  |

| 1962 | 1968 | 1975 | 1982 | 1990 | 1999 | 2006 | 2008 | 2013 |
| ---- | ---- | ---- | ---- | ---- | ---- | ---- | ---- | ---- |
| 254  | 256  | 229  | 248  | 244  | 277  | 279  | 280  | 287  |

| 2018 | 2022 | - | - | - | - | - | - | - |
| ---- | ---- | - | - | - | - | - | - | - |
| 249  | 251  | - | - | - | - | - | - | - |

### Enseignement
La commune relève de l'académie de Grenoble.

### Manifestations culturelles et festivités
- Fêtes communales : le troisième dimanche de septembre et le 21 octobre[1].

### Loisirs
- Pêche[1].
- Randonnées : GRP du Tour du Pays de  Dieulefit[2].

### Médias
Le territoire de la commune se situe dans l'aire de diffusion de plusieurs médias :
- Presse écrite
  - Le Dauphiné libéré, quotidien régional qui consacre, chaque jour, y compris le dimanche, dans son édition de « Romans et Drôme des collines » un ou plusieurs articles à l'actualité du canton et de la commune, ainsi que des informations sur les éventuelles manifestations locales, les travaux routiers, et autres événements divers à caractère local.
  - L'Agriculture Drômoise, journal d'informations agricoles et rurales, couvre l'ensemble du département de la Drôme.
  - Drôme Hebdo (ancien Peuple Libre), hebdomadaire chrétien d'informations.
- Presse audio-visuelle
  - Ici Drôme Ardèche est une radio publique locale diffusée sur son territoire et sur celui du département de la Drôme.

### Cultes
La communauté catholique et l'église de la commune sont rattachées à la Paroisse Paroisse Sainte Anne sur Roubion et Jabron qui dépend du diocèse de Valence, doyenné de Cléon-d'Andran.

## Économie

### Agriculture
En 1992 : céréales, pâturages (ovins, caprins).
- Produits locaux : fromage Picodon[1].
- Foires : les 21 mai, 28 août, 30 octobre[1].

### Tourisme
Le lieu-dit Damian accueille :
- des hébergements touristiques[24] ;
- un centre de stage[1],[25] ;
- un centre de vacances[26].

## Culture locale et patrimoine

### Lieux et monuments
- Village ancien : porches, tour féodale[1].

Village médiéval fortifié de la Bâtie de Vesc[réf. nécessaire].
- Ruines du château[1].

Le Châtelas : ruines du castrum médiéval sur une ancienne voie de passage[réf. nécessaire].
- Chapelle du cimetière : porche roman[1].
- Chapelle désaffectée dans le village[1].
- Église Saint-Pierre de Vesc.

### Patrimoine culturel
- Maison des Centres musicaux ruraux[1].
- Le sentier artistique des caprines.
- Plaques de cocher[réf. nécessaire].

### Héraldique, logotype et devise
|  | Vesc possède des armoiries dont l'origine et le blasonnement exact ne sont pas disponibles. |